# Helicogonium scrupulosae
Helicogonium scrupulosae är en svampart som beskrevs av Baral 1999. Helicogonium scrupulosae ingår i släktet Helicogonium och familjen Endomycetaceae.   Inga underarter finns listade i Catalogue of Life.